# The Moon: Nhiệm vụ cuối cùng
The Moon: Nhiệm vụ cuối cùng (tiếng Hàn: 더 문; Romaja: Deo Mun; tiếng Anh: The Moon) là một bộ phim điện ảnh Hàn Quốc thuộc thể loại thảm họa – khoa học viễn tưởng – chính kịch ra mắt vào năm 2023 do Kim Yong-hwa làm đạo diễn, viết kịch bản và đồng sản xuất, với sự tham gia diễn xuất của các diễn viên gồm Doh Kyung-soo, Sol Kyung-gu và Kim Hee-ae. Tác phẩm kể về câu chuyện đầy kịch tính về sứ mệnh thám hiểm mặt trăng đầu tiên của các phi hành đoàn Hàn Quốc và hành trình sinh tồn của phi hành gia trẻ Hwang Sun-woo trước những thảm họa trong không gian. 
Bộ phim có buổi công chiếu tại Hàn Quốc vào ngày 2 tháng 8 năm 2023, và tại Việt Nam vào ngày 11 tháng 8 cùng năm.

## Nội dung
Năm 2024, sứ mệnh đưa con người lên mặt trăng đầu tiên của Hàn Quốc đã kết thúc thảm bại trong một thảm họa thảm khốc khi một vụ nổ xảy ra trên tàu khiến tất cả phi hành đoàn đều thiệt mạng. Đến năm 2029, tàu vũ trụ Woori-ho của Hàn Quốc bắt đầu cuộc hành trình tới Mặt Trăng. Điều này đã thu hút sự chú ý của thế giới, nhưng một ngọn lửa Mặt Trời bùng lên đã nhấn chìm con tàu vũ trụ, chỉ còn lại duy nhất thành viên phi hành đoàn Hwang Sun-woo mắc kẹt tại Mặt Trăng. Kim Jae-gook – cựu giám đốc chuyến bay của Trung tâm vũ trụ Naro phải hợp tác Yoon Moon-young – giám đốc quỹ đạo Mặt Trăng của NASA để cùng nhau tham gia vào một trận chiến khốc liệt chống lại các yếu tố ngoài không gian nhằm đưa Sun-woo trở về an toàn.

## Diễn viên
- Doh Kyung-soo trong vai Hwang Sun-woo, thành viên phi hành đoàn của tàu vũ trụ Woori-ho.
- Sol Kyung-gu trong vai Kim Jae-guk, cựu giám đốc chuyến bay của Trung tâm vũ trụ Naro.[6]
- Kim Hee-ae trong vai Yoon Moon-young, giám đốc quỹ đạo Mặt Trăng của NASA
- Jo Han-chul trong vai Bộ trưởng Bộ Khoa học và Công nghệ thông tin.[7][8]
- Park Byung-eun trong vai Jeong Min-gyu, người đứng đầu của Trung tâm vũ trụ Naro.[9]
- Choi Byung-mo trong vai Thứ trưởng Oh Kyu-seok.[9]
- Hong Seung-hee trong vai Han-byeol, một thực tập sinh làm việc với Jae-guk và Đội quan sát thiên văn tại Đài thiên văn Sobaeksan.[9]

Khách mời
- Kim Rae-won trong vai Lee Sang-won, thủy thủ đoàn trên tàu Woori-ho cùng với Hwang Sun-woo. Khi anh trở về Trái đất sau nhiệm vụ, vợ anh sắp sinh và anh đang nghĩ về tên của đứa con mình. Tuy nhiên, anh đã tử nạn khi làm nhiệm vụ.[10]
- Lee Yi-kyung trong vai Cho Yoon-jong, một thành viên của thủy thủ đoàn lên tàu của chúng tôi cùng với Hwang Sun-woo. Anh cũng đã tử nạn khi làm nhiệm vụ.[10]
- Lee Sung-min trong vai Hwang Kyu-tae, cha của Hwang Sun-woo và tham gia dự án Naraeho cùng Jae-guk 5 năm trước.[10]
- Park Yoo-ra trong vai phát thanh viên.[10]

## Sản xuất
Bộ phim được khởi quay vào ngày 6 tháng 6 năm 2021 và đóng máy vào tháng 10 năm 2021.